# Municipio de Oran (Illinois)
El municipio de Oran (en inglés: Oran Township) es un municipio ubicado en el condado de Logan en el estado estadounidense de Illinois. En el año 2010 tenía una población de 378 habitantes y una densidad poblacional de 4,26 personas por km².

## Geografía
El municipio de Oran se encuentra ubicado en las coordenadas 40°10′57″N 89°12′13″O / 40.18250, -89.20361. Según la Oficina del Censo de los Estados Unidos, el municipio tiene una superficie total de 88.82 km², de la cual 88,77 km² corresponden a tierra firme y (0,05 %) 0,05 km² es agua.

## Demografía
Según el censo de 2010, había 378 personas residiendo en el municipio de Oran. La densidad de población era de 4,26 hab./km². De los 378 habitantes, el municipio de Oran estaba compuesto por el 98,15 % blancos, el 0,79 % eran afroamericanos, el 0,79 % eran de otras razas y el 0,26 % eran de una mezcla de razas. Del total de la población el 1,85 % eran hispanos o latinos de cualquier raza.